# 東野稔
東野稔（とうの みのる、1974年8月12日 - ）は、元アメリカンフットボール選手・コーチで現在はアサヒビール社員。元アメリカンフットボール日本代表。 滋賀県出身。
長浜市立西中学校→大阪産業大学付属高校→立命館大学→アサヒビールシルバースター。現役時代の身長180cm、体重80kg

## 略歴

### 大学以前
中学でタッチフットボール部に所属。当時すでにその才能を京都大学・水野監督に見込まれ、3年間勉強に専念して京大受験を勧められる。

### 大学時代
立命館大学産業社会学部卒業。立命館大学パンサーズでQBとして活躍、1994年には当時2年生ながらエースQBとしてチームを創部以来初の大学日本一へと導き、「天才」の名をほしいままにする。現在も関西学生史上ナンバーワンQBの呼び声が高い。

### 大学以後
大学卒業後の1997年にはアサヒビールに入社し、アサヒビールシルバースターで金岡禧友、有馬隼人、波木健太郎らと共にQBを務める。しかし入部すぐに肩の怪我によりバックアップに回わされることとなった。2010年にようやく先発QBとして復帰すると、2011年にはアメリカンフットボール日本代表に36歳にして初めて選出された。その後2016年まで選手としてプレー。引退翌年からコーチに就任したが、2018年8月限りで退き現在は社業に専念している。

## 涙の2ヤード（届かなかった2ヤード）
1995年の関西学生リーグ最終節（11月26日）、東野の所属する立命館大学パンサーズと京都大学ギャングスターズはともに6戦全勝でリーグ優勝を賭けて対戦した。
京都大学が7対3とリードして迎えた第4クォーターに立命館大学はエンドゾーンまで残り2ヤードのところまで詰め寄ったが得点できず敗北。京都大学ギャングスターズが3年ぶりのリーグ優勝を果たした。
「涙の2ヤード」「届かなかった2ヤード」「涙の西宮」等と呼ばれ、ファンの間では伝説の試合とされる。

## ドキュメンタリー映像
「天才と呼ばれた男～東野稔～」
ドキュメンタリーが、無料動画サイトGyaOで配信されていた。アーティストハウスエンターテイメントよりDVDが発売されている。主に、エースである金岡禧友の壁を破れずにいる東野の苦悩や、TBSのアナウンサー職を退職した関学出身のQB有馬隼人というさらなるライバルの存在に悪戦苦闘する東野の姿をドキュメンタリー化している。